# Tmesisternus lacustris
Tmesisternus lacustris là một loài bọ cánh cứng trong họ Cerambycidae.